# Business Times (Singapour)
Pour les articles homonymes, voir Business Times.
Le Business Times de Singapour est un journal de langue anglaise publié depuis le 1er octobre 1976. Il est le premier journal de langue anglaise d'Asie avec un service de nouvelles en ligne, Business Times Online (depuis le 1er janvier 1994). Il fait partie du groupe Singapore Press Holdings.